# Misa Uehara
Misa Uehara 上原美佐 Uehara Misa? (Fukuoka, 26 març de 1937 – 2003) va ser una actriu japonesa.

## Biografia
Nascuda Misako Uehara (上原 美佐子), es va graduar a l'escola secundària femenina de Fukuoka i, mentre assistia a la universitat femenina de Bunka, va debutar com a actriu interpretant la princesa Yuki a la pel·lícula Kasushi toride no san akunin d'Akira Kurosawa (1958). Els empleats de Tōhō van contactar amb ella quan van visitar Tokugawa Yoshichika, on estudiava a la universitat. En una conferència televisada del 1981 amb Akira Kurosawa, Minoru Chiaki i Kumaashi Fujiwara, va dir que quan va anar al cinema Toho de Nagoya, un empleat de Toho va parlar amb ella.
A Kurosawa li va agradar la "estranya actitud d'elegància i natura salvatge" d'Uehara. Mentre filmava, va aprendre a muntar i a saltar per sobre dels obstacles. A més, va aprendre el kendo per vestir-se com una princesa samurai. Finalment, com que no tenia experiència actoral, el director li va recitar cada escena per tal que pogués actuar seguint els seus moviments. Popular a Kiririto pels seus trets facials i la seva actitud animada, de sobte es va convertir en una estrella, però es va retirar en dos anys perquè segons va dir: "No tinc talent".
Va morir el 2003 als 67 anys.

## Filmografia
- 1958 - Kasushi toride no san akunin
- 1959 - Daigaku no nijuhachin
- 1959 - Sengoku gunto-den
- 1959 - Aruhi watashi wa
- 1959 - Dokuritsu gurentai
- 1959 - Nippon tanjō
- 1960 - Gendai Salaryman - Ren'ai bushidô
- 1960 - Hawai Middouei daikaikusen: Taiheiyo no arashi
- 1960 - Daigaku no sanzokutachi